# Kungliga Sjökrigsskolan
Kungliga Sjökrigsskolan (KSS) var en skola för lägre officersutbildning inom svenska marinen, som verkade i olika former åren 1867–1987. Förbandsledningen var förlagd i Stockholms garnison, Näsbypark, Täby kommun.

## Historik
Den 5 november 1756 organiserades utbildning av sjökadetter i den svenska flottan genom att kung Adolf Fredrik signerade det dokument som stadfäste "Cadette Corpsen vid Amiralitetet i Carlskrona". År 1792 flyttades skolan till Karlbergs slott i Stockholm, där den tillsammans med Kungliga Krigsakademien bedrev kadettutbildning. År 1867 bröts utbildningen av sjöofficerare ut från övrig officersutbildning på grund av ett ökat behov av att bättre förbereda kadetterna för tjänst på örlogsfartyg och i en flotta snarare än i fält. Genom denna omorganisation antogs namnet Kungliga Sjökrigsskolan. Samtidigt flyttades skolan först till Wallingatan på Östermalm, för att sedan samma år förläggas till Skeppsholmen. Den 11 januari 1943 förlades skolan till Näsby slott i Näsbypark.
Inför försvarsbeslutet 1982 föreslog regeringen samt överbefälhavaren att Sjökrigsskolan skulle avvecklas och att utbildningen skulle flyttas till Berga örlogsskolor. I Berga skulle en ny skola organiseras, Sjökrigshögskolan (SKHS). Försvarsutskottet stödde regeringens förslag att verksamheten skulle flyttas till Berga. Dock hade utskottet övervägt en lokalisering av den nya skolan till Karlskrona, men man ansåg att en lokalisering till Karlskrona sammantaget var mindre lämplig. I regeringens proposition 1983/84:112 meddelade regeringen att överbefälhavaren genomförde beslutade organisatoriska förändringar tidigare än vad som angavs i försvarsbeslutet, vilket bland annat innebar att Sjökrigsskolan redan 1987 skulle flyttas till Berga. Den 30 juni 1987 upphörde Sjökrigsskolan, och istället bildades Marinens krigshögskola (MKHS) den 1 juli 1987 i Berga.

## Verksamhet
Sjökrigsskolan utbildade officerare till den svenska marinen.

## Förläggningar och övningsplatser
När skolan 1943 förlades till Näsbypark, disponerade skolan även Näsbyslott tillsammans med ett nyuppfört kasernområde i direkt anslutning till slottet.

## Heraldik och traditioner
År 1944 antog skolan "Sjökrigsskolemarsch" (Åkerman) som förbandsmarsch. Den 10 februari 1976 ersattes den av "Reginamarsch" (Urbach), vilken skolan använde tillsammans med 11. helikopterdivisionen och Ostkustens örlogsbas.

## Förbandschefer
- 1867–1870: Olof Georg August Herkepé
- 1870–1877: Johan Henrik Ankarcrona
- 1877–1884: Mauritz Per von Krusenstierna
- 1884–1890: Johan Adolf Christian Meister
- 1890–1895: Jacob Hägg
- 1895–1900: Nils Gustaf Sundström
- 1900–1905: Gustaf Dyrssen
- 1905–1908: Henry F. Lindberg
- 1909–1914: Carl Alarik Wachtmeister
- 1914–1915: Olof Gyldén (tillförordnad)
- 1914–1918: Carl Sparre
- 1918–1921: Fredrik Riben
- 1921–1925: Fabian Tamm
- 1926–1931: Halvar Söderbaum
- 1931–1933: Helge Friis
- 1933–1936: Magnus von Arbin
- 1936–1937: Helge Bager
- 1937–1937: Sten Weinberg (tillförordnad)
- 1937–1943: Erik Samuelson
- 1943–1949: Jens Stefenson
- 1949–1953: Gustaf Tham
- 1953–1958: Sven Samuel Gustaf David Hermelin
- 1958–1964: Hans Uggla
- 1964–1969: Willy Edenberg
- 1969–1971: Rolf Rheborg
- 1971–1977: Rolf Skedelius
- 1977–1980: Bengt O'Konor
- 1980–1982: Hans Tynnerström
- 1982–1983: Carl-Gustaf Hammarskjöld
- 1983–1984: Gustaf Taube
- 1986–1987: Gustaf Samuelson

## Namn, beteckning och förläggningsort
| Arméns flotta           | 1756-11-05 | – | 1867-??-?? |
| Kungliga Sjökrigsskolan | 1867-??-?? | – | 1974-12-31 |
| Sjökrigsskolan          | 1975-01-01 | – | 1987-06-30 |

| KSS | 1867-??-?? | – | 1987-06-30 |

| Karlskrona (F)            | 1756-11-05 | – | 1867-??-?? |
| Karlberg (F)              | 1867-??-?? | – | 1879-??-?? |
| Östermalm/Wallingatan (F) | 1879-??-?? | – | 1879-??-?? |
| Skeppsholmen (F)          | 1879-??-?? | – | 1943-01-10 |
| Näsby slott (F)           | 1943-01-11 | – | 1987-06-30 |

## Sjökrigsskolans idrottsförening
Kungliga Sjökrigsskolans idrottsverksamhet omfattade bland annat bandy. Sjökrigsskolans IF kunde ställa upp lag under de första decennierna av 1900-talet som deltog i svenska mästerskapen.

## Galleri

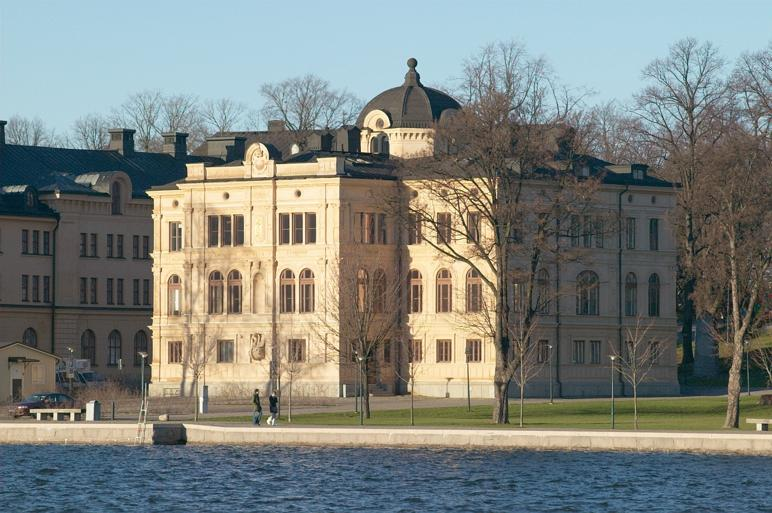
Sjökrigsskolan på Skeppsholmen
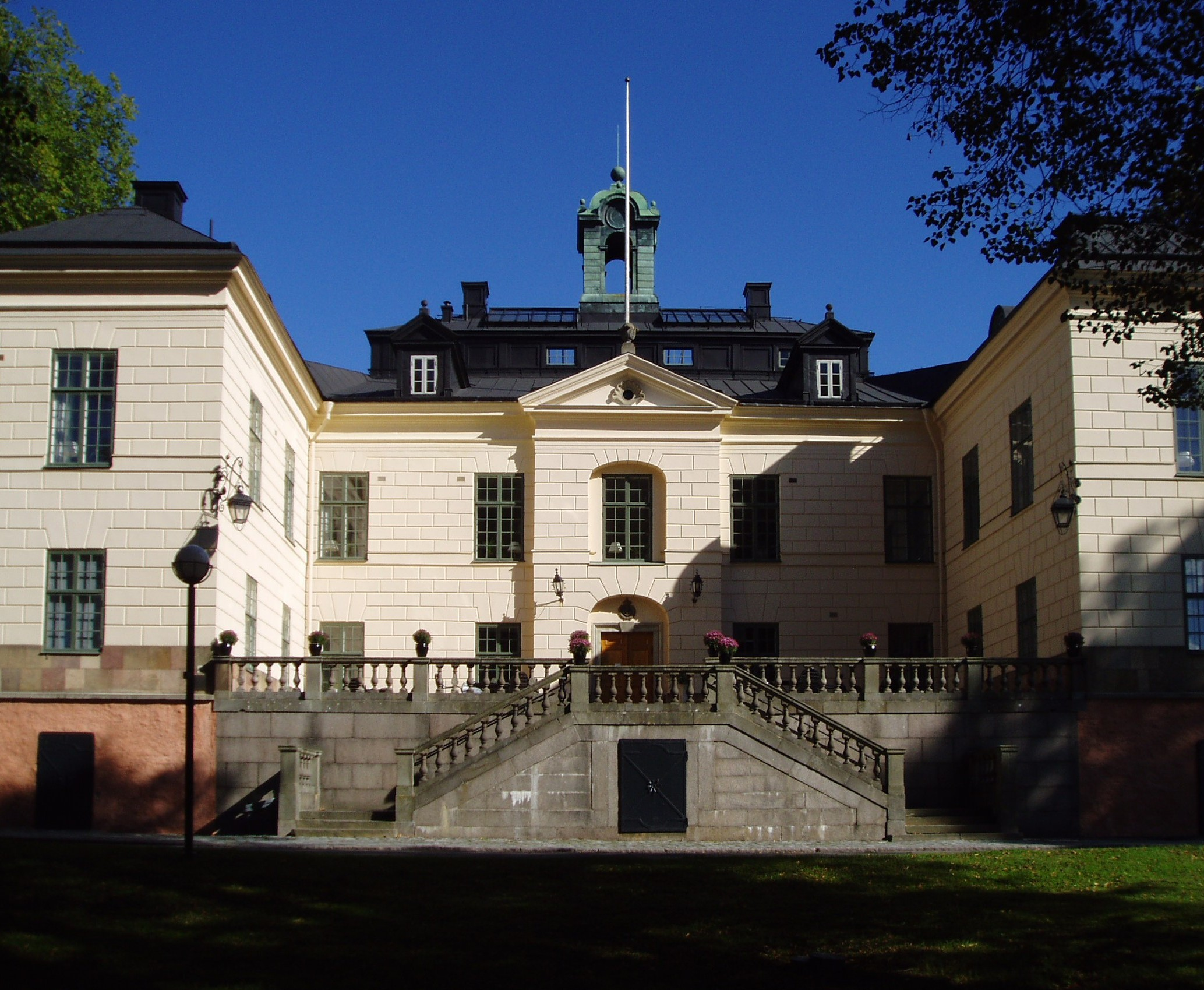
Näsby Slott i Täby
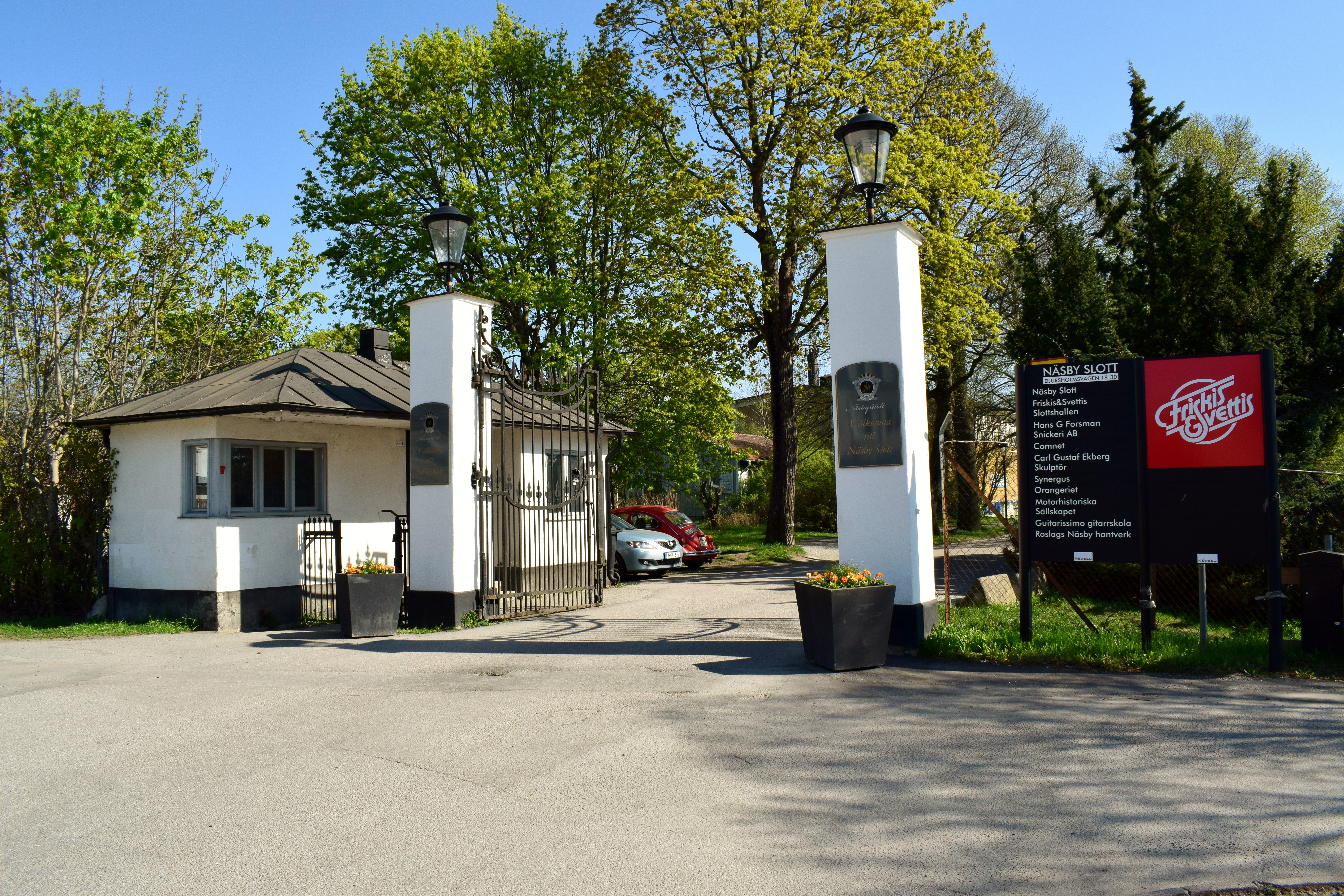
Kasernvakten vid Näsbypark.
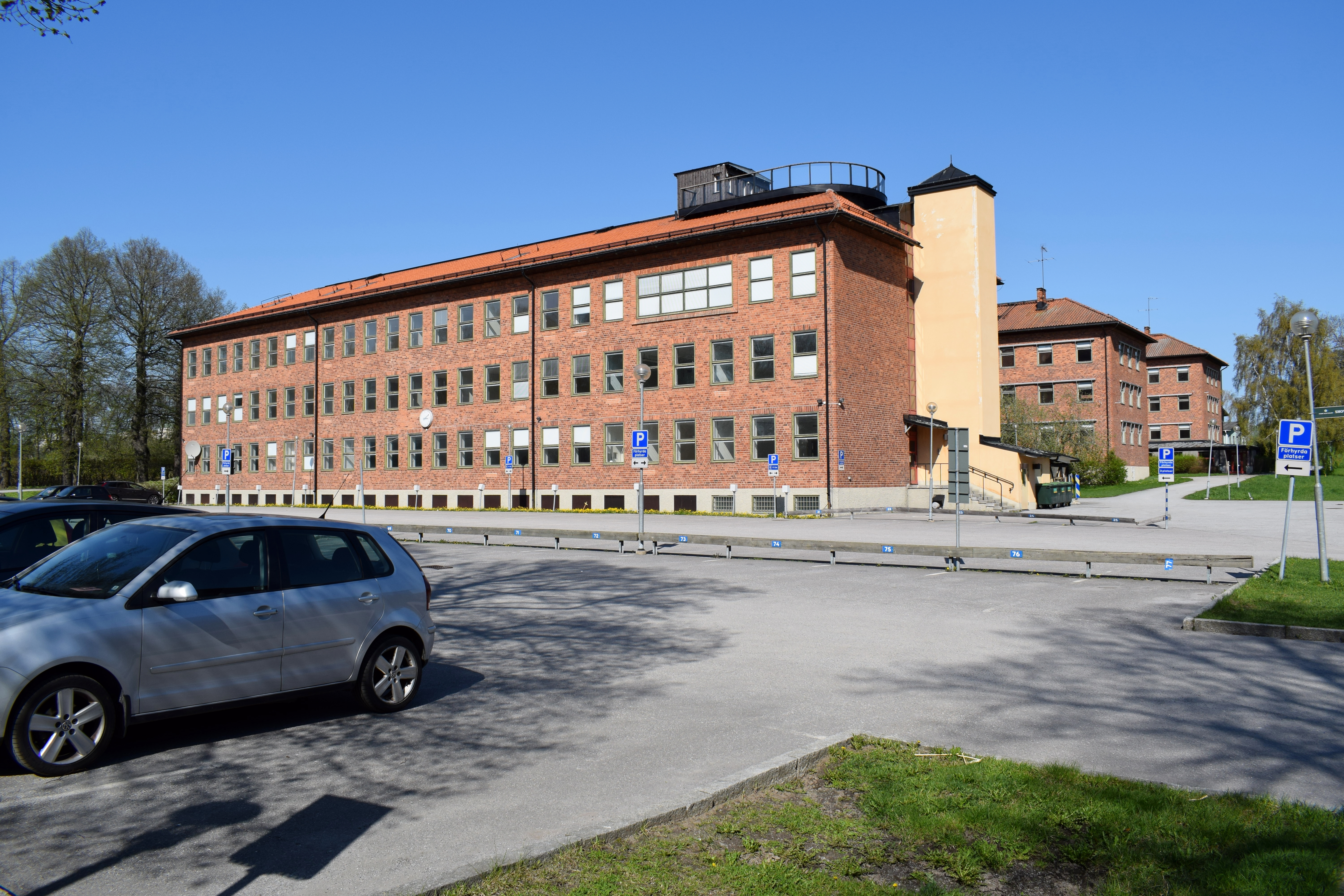
Skol- och förläggningskasernerna vid Näsbypark.
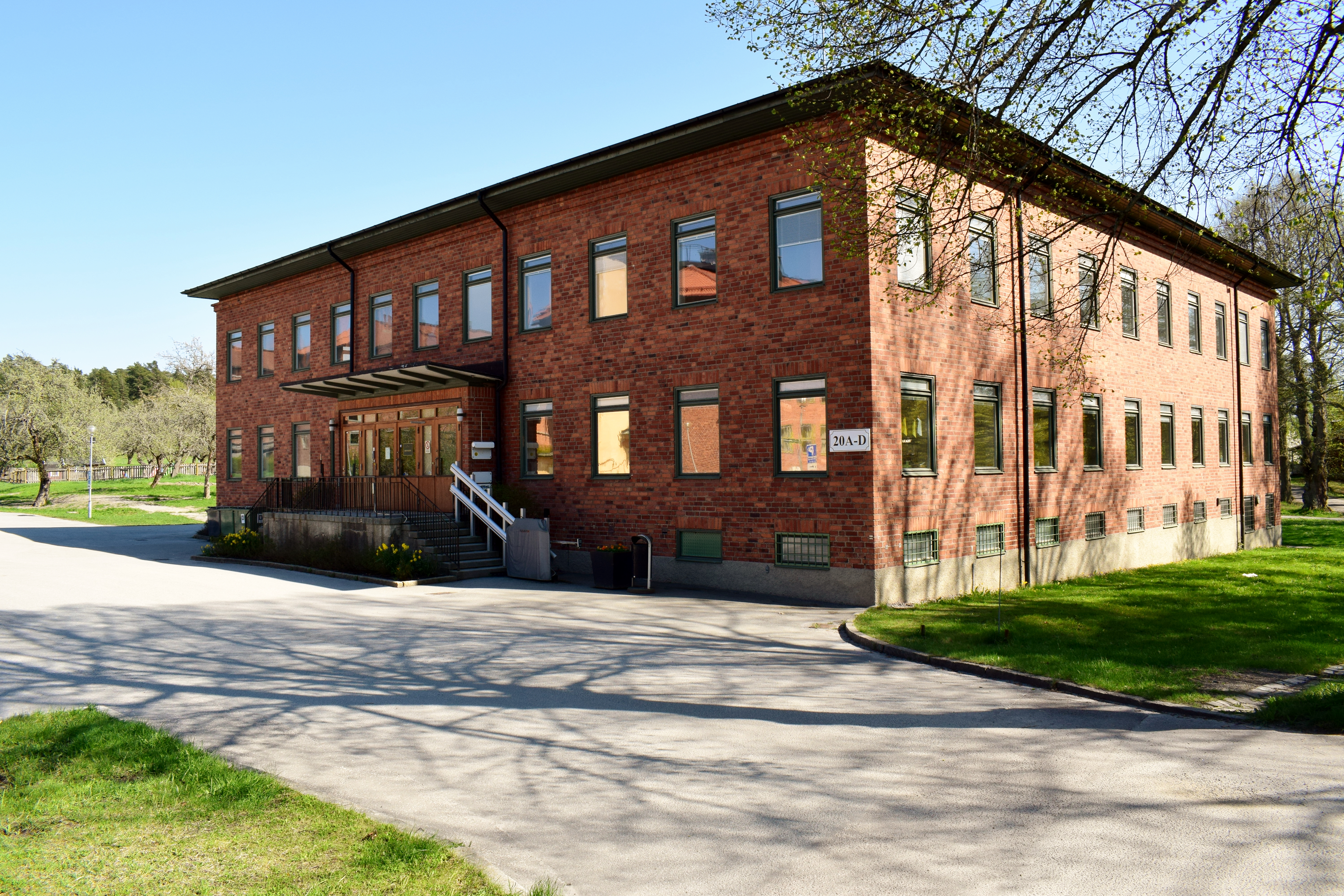
Kadettmässen vid Näsbypark.